# Жага до життя (фільм)
«Жага до життя» (англ. Lust for Life) — американський кінофільм. Фільм знятий за однойменним романом Ірвінга Стоуна. Премія «Оскар» в номінації «Найкраща чоловіча роль другого плану» (Ентоні Квінн).

## Сюжет
Після смерті батька Ван Гог перебрався в Париж, приєднавшись до художників-імпресіоністів. Одного разу Ван Гог познайомився з художником Полем Гогеном. Час проходив в роботі і творчих суперечках, перехідних в сварки. Ван Гог все частіше переживав напади безумства: під час одного з них він відрізав собі вухо…

## У ролях
- Кірк Дуглас — Вінсент ван Гог
- Ентоні Квінн — Поль Гоген
- Джеймс Дональд — Тео ван Гог
- Памела Браун — Крістіна
- Еверет Слоун — доктор Гаше
- Ніалл МакГінніс — Рулен
- Ноел Перселл — Антон Маві
- Генрі Деніелл — Теодор Ван Гог
- Медж Кеннеді — Анна Корнелія Ван Гог
- Лайонел Джеффріс — доктор Пейрон
- Лоуренс Нейсміт — доктор Босман
- Ізобел Елсом